# 3469 Булгаков
3469 Булгаков (3469 Bulgakov) — астероїд головного поясу, відкритий 21 жовтня 1982 року.
Тіссеранів параметр щодо Юпітера — 3,222.
Названий на честь російського письменника і драматурга Михайла Булгакова..